# Seca na Região Sudeste do Brasil em 2014–2017
A seca na Região Sudeste do Brasil em 2014–2017 se refere ao evento de chuvas irregulares e pouco expressivas registrado na região brasileira supracitada em meio à década de 2010. Teve início no estado de São Paulo em outubro de 2013 e se estendeu aos demais estados do Sudeste ao longo de 2014 e 2015, mantendo-se em várias áreas dos estados de Minas Gerais e Espírito Santo também em 2016 e 2017.
O principal fator responsável pela diminuição das precipitações é a intensa e frequente atuação em posição anormal da alta subtropical do Atlântico Sul (ASAS) sobre o continente, formando bloqueios atmosféricos que impedem a formação dos sistemas de umidade sobre o Sudeste brasileiro. Tal anomalia, por sua vez, é gerada por perturbações atmosféricas iniciadas no oceano Índico e que se transportam em direção leste até chegarem ao sul do oceano Atlântico, onde são notadas através do deslocamento da alta pressão em direção ao continente. Esse processo justifica os veranicos da estação chuvosa no Sudeste, que não são incomuns, mas têm sido cada vez mais constantes e duradouros desde meados da década de 1990.
Em decorrência da seca prolongada, associada a fatores ligados à poluição dos rios, ocupação desordenada dos mananciais, falta de planejamento e infraestrutura ineficiente, iniciou-se nas primeiras semanas de 2014 uma crise hídrica na Região Sudeste, em especial no estado de São Paulo, e o volume do Sistema Cantareira, que abastece a capital paulista, registrou os menores valores de sua história. As chuvas voltaram ao normal na maior parte do Sudeste em 2015, mas a formação do fenômeno El Niño e a posição anormal da ASAS mantiveram e agravaram o quadro de seca no Espírito Santo e no leste e norte de Minas Gerais. Em maio de 2016, o estado capixaba decretou estado de emergência por conta da seca e 14 municípios enfrentavam regime de racionamento.
As chuvas continuaram irregulares na maior parte de Minas Gerais e Espírito Santo em 2017, sendo que 266 municípios mineiros estavam em situação de emergência em 2 de outubro de 2017. A seca no Sudeste do Brasil de 2014 a 2017 foi a nona mais severa registrada no mundo no período de 1980 a 2018, de acordo com um estudo publicado na revista Science. Ao mesmo tempo, o país passou por sua "pior seca dos últimos 100 anos", segundo reportagem publicada pelo O Estado de S. Paulo em setembro de 2017. Entre o final de 2017 e os primeiros meses de 2018 as condições de seca foram atenuadas devido às chuvas acima da média na maior parte das áreas mais críticas. No entanto, as perturbações atmosféricas e as mudanças climáticas mantêm as condições para novos episódios de secas generalizadas e posterior crise hídrica.

## Contexto meteorológico

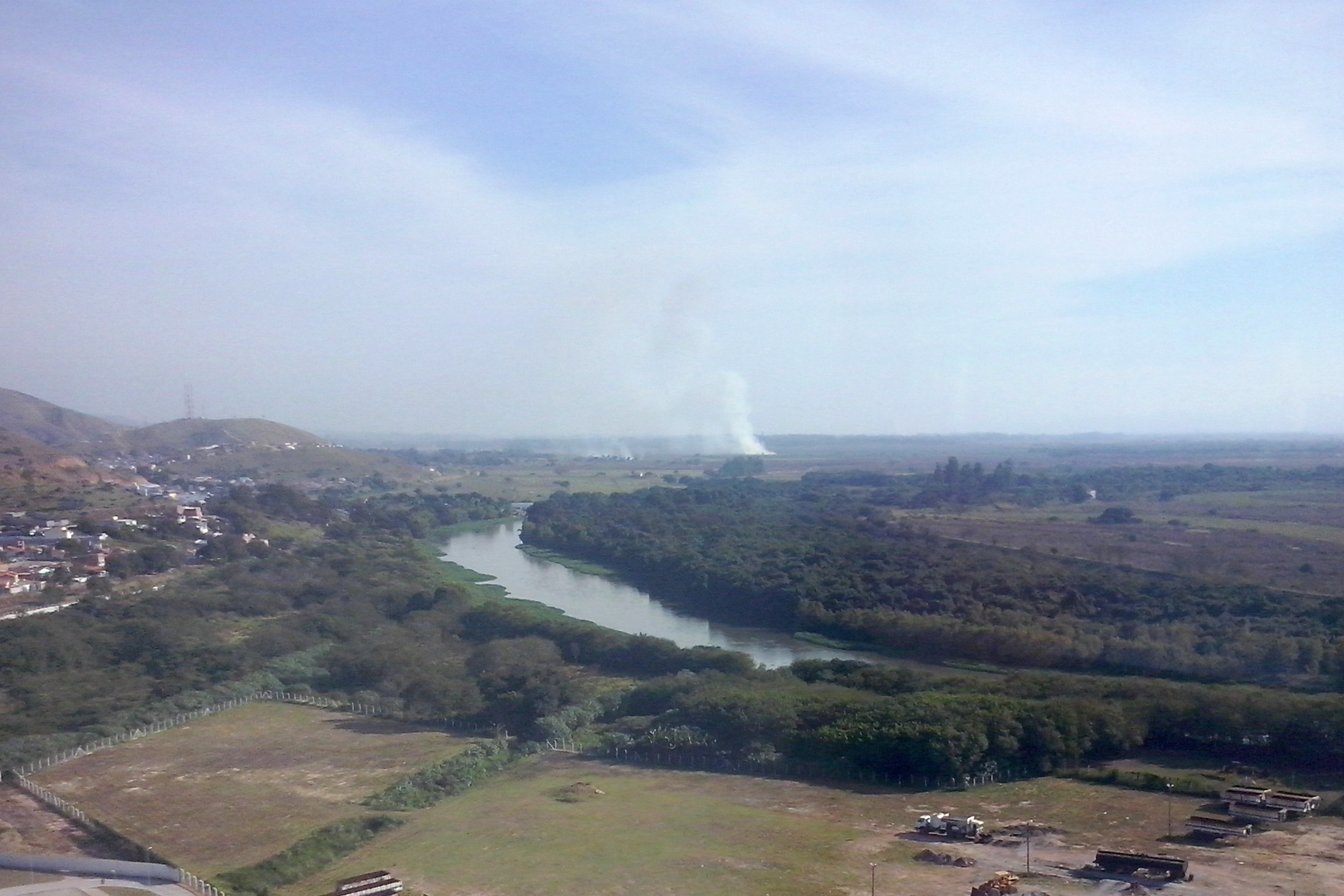
Rio Paraíba do Sul com nível baixo no município de Aparecida, São Paulo, em junho de 2014, com queimadas ao fundo.

Intensos veranicos foram observados após dezembro de 2013 na porção sul do Sudeste e em parte da Região Sul, em pleno auge do período chuvoso, mais tarde se estendendo também para Minas Gerais e Espírito Santo, áreas em recuperação das enchentes no final de 2013. O período de estiagem prolongada foi associado à frequente atuação em posição anômala da alta subtropical do Atlântico Sul (ASAS). A formação do El Niño, que foi iniciada no final de 2014 e atingiu seu pico em dezembro de 2015, teve pouca interferência sobre o regime de chuvas da maior parte do Sudeste, exceto na faixa norte de Minas Gerais, onde contribuiu com o fortalecimento da seca.
A ASAS é um sistema de alta pressão semipermanente sobre o sul do oceano Atlântico que atua diretamente na regulação das estações seca e chuvosa na maior parte do Brasil. Inclusive sua existência é primordial para a configuração da zona de convergência do Atlântico Sul (ZCAS), responsável pela ocorrência da maior parte das precipitações do período chuvoso do Sudeste e Centro-Oeste e partes do Norte, Nordeste e Sul. Por outro lado, o avanço dessa alta pressão sobre o continente no verão acarreta longos períodos de chuvas irregulares e com temperaturas acima da média.
Segundo um estudo publicado no periódico Nature Geoscience em 2019, perturbações na atmosfera originadas sobre o oceano Índico, onde são notadas sob a forma de precipitações intensas, deslocam-se em direção leste até atingirem a América do Sul cerca de uma semana depois. Sobre o Atlântico Sul, essa perturbação é percebida por meio do fortalecimento do ar quente e seco atuante sobre o mar e o seu deslocamento em direção ao continente, através de ventos em circulação anti-horária. A alta pressão de origem marítima configura então uma situação de bloqueio atmosférico sobre a maior parte do Sudeste brasileiro, impedindo o avanço das frentes frias, a influência da umidade da Amazônia e a formação dos sistemas de umidade. Por causa do bloqueio, as frentes frias ficam retidas sobre o Uruguai e o norte da Argentina, onde provocam chuvas volumosas.
A perturbação atmosférica descrita no Nature Geoscience é o que origina a maior parte dos veranicos no Sudeste brasileiro. Embora não sejam incomuns em meio à estação chuvosa, esses intervalos secos em meio ao período chuvoso se tornaram mais frequentes e intensos a partir de meados da década de 1990. No entanto, de acordo com o climatologista Carlos Nobre, a respeito do estudo em questão, não é possível apontar por que a frequência dessas perturbações provenientes do oceano Índico foi intensificada. O mesmo relatório afirma que o desmatamento da Amazônia não é capaz de gerar secas no Sudeste, porém pode intensificar esses eventos. Em entrevista ao Folha de S.Paulo em janeiro de 2015, o cientista Tércio Ambrizzi ponderou que a irregularidade das chuvas e da ZCAS também pode estar relacionada às mudanças climáticas.

## História

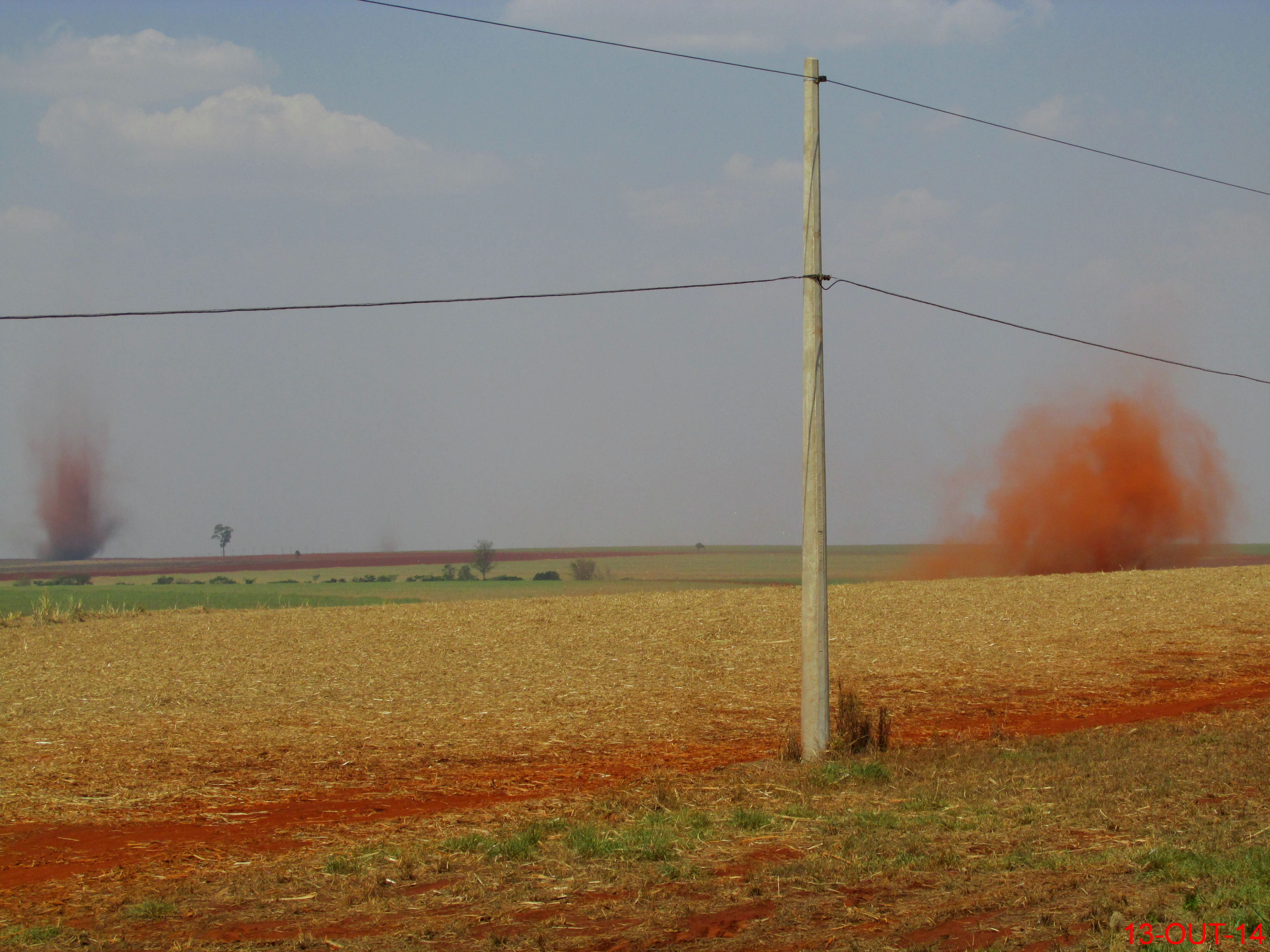
Redemoinhos formados pelo vento intenso e pelo solo seco após longo período sem chuvas em Barrinha, São Paulo, em outubro de 2014.

As chuvas ficaram muito abaixo da média climatológica na maior parte do Sudeste e Sul do Brasil após outubro de 2013 e cidades como Porto Alegre, São Paulo e Rio de Janeiro tiveram calor recorde em fevereiro de 2014. Em função da ausência de nebulosidade, a incidência de radiação solar ficou cerca de 40% acima do normal sobre o Sudeste em 2014, enquanto que a temperatura média ficou 5 °C acima do normal. A falta de nuvens e a insolação intensa também deixaram a temperatura do mar na costa do Sudeste cerca de 3 °C acima da média no verão 2013–2014, que foi considerado o mais quente e seco no Brasil em 71 anos. Com a ausência de precipitação, associada às altas temperaturas e à baixa umidade relativa, começaram a ser registrados prejuízos na agricultura e no abastecimento de água, além de uma redução no nível de reservatórios de usinas hidrelétricas.
Os efeitos da falta de chuva foram intensificados em função da poluição dos rios, ocupação desordenada dos mananciais e falta de planejamento, originando assim um quadro de crise hídrica no Sudeste nas primeiras semanas de 2014. A crise em São Paulo foi agravada pelo despreparo das autarquias de gestão dos recursos hídricos para lidar com situações de ausência de chuva, aliado à infraestrutura de abastecimento que não acompanhou o crescimento urbano constante desde a década de 1960. O volume do Sistema Cantareira, que abastece a capital paulista, registrou os menores valores de sua história. De janeiro a julho de 2014, choveu apenas 57% do esperado na região dos reservatórios do Sistema Cantareira.
Até a primeira quinzena de fevereiro diversos municípios de São Paulo haviam começado a enfrentar regime de rodízio de água, a exemplo de Itu, Valinhos, Cosmópolis, São Pedro e Vinhedo. A essa altura a seca no estado já era considerada a pior desde 1930. Racionamento de água também estava sendo feito em cidades de Minas Gerais, como em Juiz de Fora. Na capital paulista manobras foram feitas para reduzir a captação do Sistema Cantareira e transferir parte da extração para os sistemas Alto Tietê e Guarapiranga. Ainda assim, o uso dos demais sistemas também é considerado limitado e dependente das chuvas. Embora o risco de racionamento na cidade de São Paulo tenha sido descartado pelo governo do estado em março de 2014, moradores da capital relataram longos períodos sem fornecimento de água.
Na segunda quinzena de fevereiro de 2014, as chuvas retornaram, ainda irregulares, chegando a superar a média na maior parte do país em março, mas não foram suficientes para recuperar o nível de reservatórios de água de hidrelétricas e cidades que enfrentavam racionamento de água. O quadro de estiagem se manteve nos meses seguintes na Região Sudeste, devido à estação seca normal, enquanto que no Sul as chuvas se tornaram regulares em geral no mês de junho. A ocorrência de queimadas também foi agravada no decorrer de 2014, com um aumento de 70% entre janeiro e outubro em relação ao mesmo período em 2013, segundo o Instituto Nacional de Pesquisas Espaciais (INPE). Em outubro de 2014, 164 municípios de Minas Gerais estavam em estado de emergência por causa da seca e o sistema que abastece Belo Horizonte estava no limite de sua capacidade normal de extração. Em algumas regiões mineiras escolas precisaram interromper as aulas por falta d'água. No estado de São Paulo havia Tambaú em estado de calamidade pública e Santa Rita do Passa Quatro em estado de emergência por conta do desabastecimento.
Entre os dias 11 e 20 de outubro de 2014, várias cidades do Brasil, em especial nos estados das regiões Sudeste e Centro-Oeste, tiveram recordes de calor, com temperaturas máximas absolutas acima dos 40 °C, além de secura extrema, com valores de umidade relativa abaixo dos 15%. No dia 17 de outubro de 2014, a cidade de São Paulo registrou a maior temperatura de sua história, com marca de 37,8 °C, na estação meteorológica do Mirante de Santana, Zona Norte da capital, segundo o INMET. A partir do dia 20 do mesmo mês, foram registradas precipitações volumosas em áreas localizadas, em especial entre o leste e nordeste de Minas Gerais e o Espírito Santo, no entanto chuvas mais expressivas e bem distribuídas começaram a ser registradas no início de novembro, quando centenas de municípios mineiros, paulistas e fluminenses enfrentavam situação de emergência. Ainda assim, as precipitações continuaram irregulares em todo o Sudeste brasileiro em 2015, em especial entre Minas Gerais e o Espírito Santo; boa parte do estado paulista, por outro lado, teve precipitação acima da média em fevereiro e março, aliviando um pouco o nível dos reservatórios durante esta ocasião.
No Rio de Janeiro a seca iniciada em 2014 se agravou em 2015, com falta d'água sendo registrada em municípios de todas as regiões do estado, tanto na Região Metropolitana do Rio de Janeiro como no interior fluminense. Em outubro desse ano a crise hídrica era considerada a pior de sua história, ainda que o governo estadual descartasse o risco de racionamento. O nível do reservatório de Paraibuna, que abastece cerca de dez milhões de pessoas no estado, estava com apenas 1,09% do volume útil e o nível dos quatro reservatórios desse sistema chegou a 5,73% em 22 de outubro de 2015.

### Agravamento em Minas Gerais e Espírito Santo

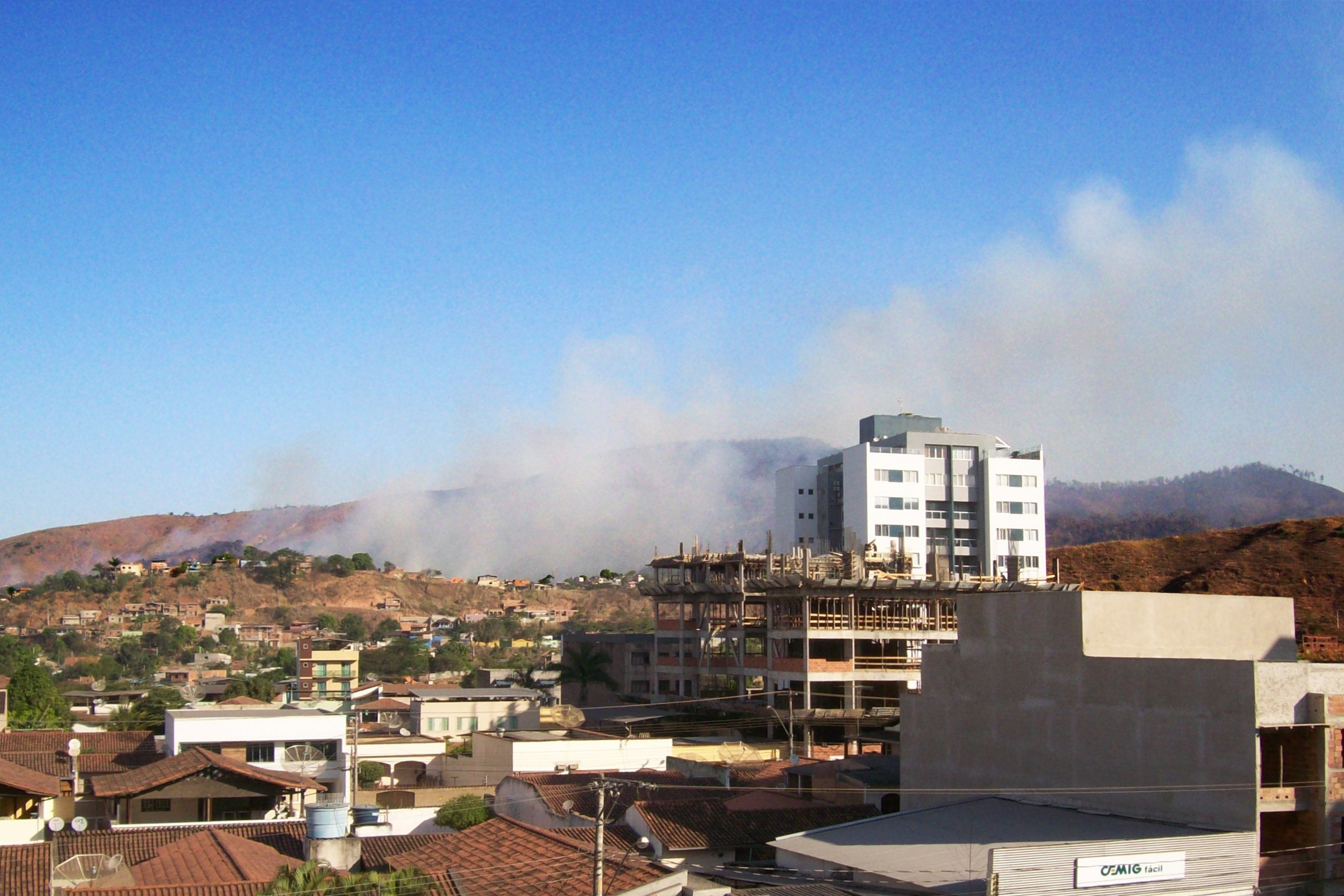
Focos de queimadas em morros próximos a Coronel Fabriciano, Minas Gerais, em outubro de 2015.

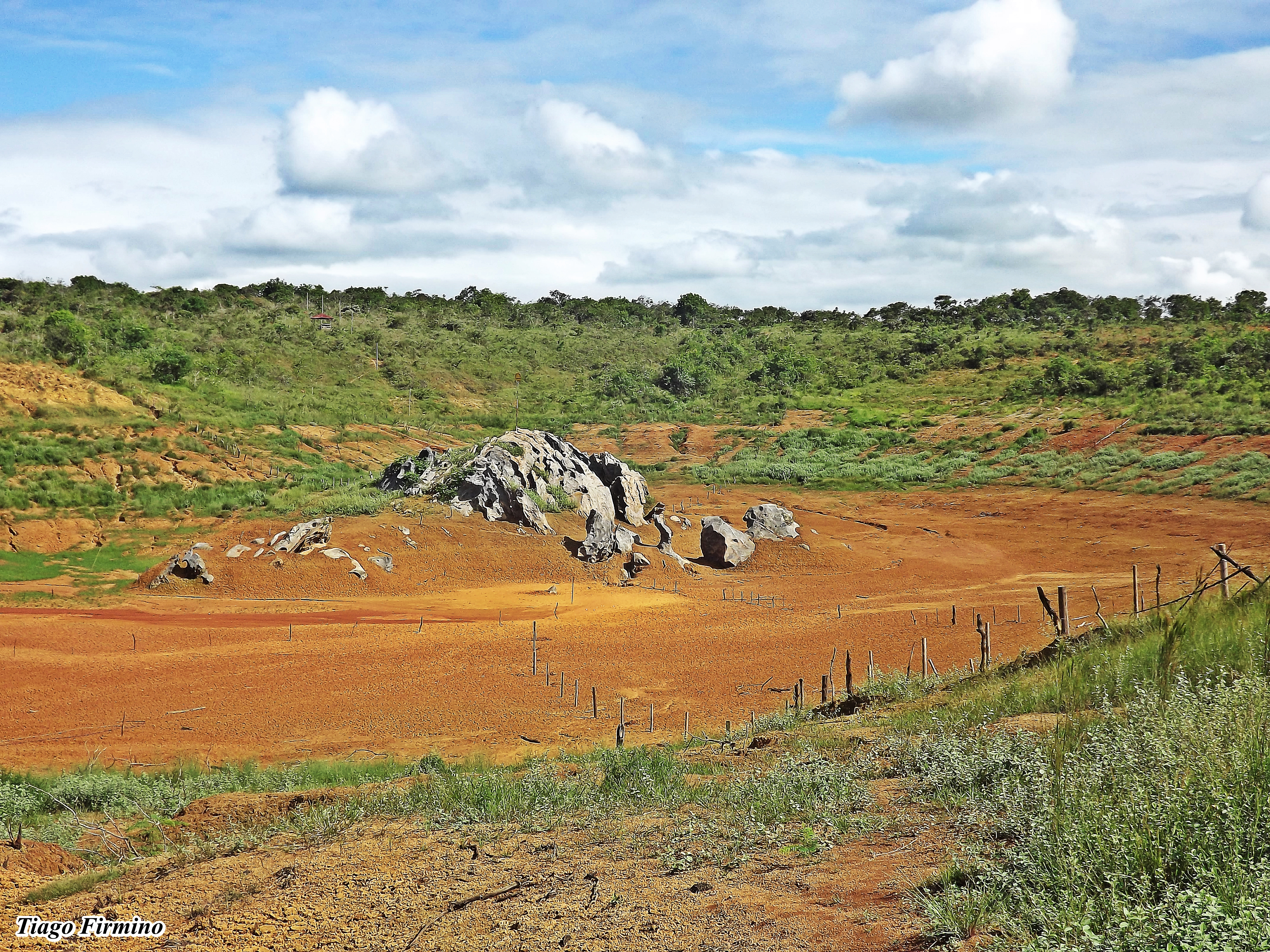
Lago seco em Bambuí, Minas Gerais, em janeiro de 2016.

Em São Paulo e em grande parte de Minas Gerais, as chuvas retornaram ao normal gradualmente após o inverno de 2015. As temperaturas ficaram muito acima do normal no Sudeste do Brasil na primavera e verão de 2015 em função da formação do fenômeno El Niño, que também favoreceu a manutenção do quadro de seca sobre as regiões leste e norte de Minas Gerais e no Espírito Santo no decorrer de 2015 e em parte de 2016. Ao decorrer de todo o ano de 2015, a região do leste mineiro sofreu impactos, devido à seca, nos setores de transportes, saúde e abastecimento de água. Na bacia do rio Doce, os impactos da seca foram agravados após o rompimento de barragem em Mariana em 5 de novembro de 2015, evento que fez com que o leito do rio Doce fosse invadido pela lama da barragem de rejeitos da Samarco. Choveu acima da média na maior parte do Sudeste brasileiro apenas em janeiro de 2016, mas as chuvas pararam em seguida em Minas Gerais e no Espírito Santo e não foram suficientes para reverter a deficiência. Em março de 2016, mês que normalmente representa o final da estação chuvosa na maior parte do Sudeste, algumas cidades capixabas, como São Mateus e Sooretama, enfrentavam racionamento hídrico e dependiam de carros-pipa para manter o abastecimento de água em bairros e comunidades rurais.
Em 6 de maio de 2016, o governo capixaba decretou estado de emergência em todo o estado em função da seca. Até essa data, 14 municípios enfrentavam regime de racionamento, tendo em vista que a estação chuvosa normal se inicia somente em outubro. Em Minas Gerais, 119 municípios estavam em emergência, segundo informações divulgadas pela Defesa Civil Estadual em 16 de junho, cabendo ressaltar que 90% dos córregos e rios e 70% dos poços artesianos do norte mineiro estavam secos ou comprometidos. De acordo com a Empresa de Assistência Técnica e Extensão Rural (EMATER-ES), a estação seca atingia em junho de 2016 os patamares críticos normais para um mês de setembro. No começo de outubro, 138 municípios se mantinham em situação de emergência em todo o estado de Minas Gerais e 20 no Espírito Santo.
O El Niño se encerrou no inverno de 2016 e deu lugar à formação do La Niña ao longo da primavera, o que favoreceu um breve retorno das chuvas em Minas Gerais e Espírito Santo. Em setembro várias áreas de ambos os estados registraram acumulados significativos e localizados e o racionamento de água nas localidades abastecidas pelo rio Jucu, na Região Metropolitana da Grande Vitória, foi encerrado no dia 6 de outubro. As chuvas se tornaram regulares e mais frequentes após o dia 10 de novembro e grande parte dos dois estados tiveram chuvas acima da média em novembro e dezembro. No decorrer de novembro, 14 municípios capixabas saíram do regime de racionamento, incluindo toda a RMV, no entanto cerca de 40 mil habitantes das cidades de Aracruz, Jaguaré, Rio Bananal e Vila Pavão permaneciam com o sistema de rodízio no dia 22 de novembro. Apesar das chuvas, na segunda quinzena de dezembro ainda havia localidades do norte de Minas Gerais afetadas pela falta d'água, como é o caso dos municípios de Itacambira, Pai Pedro, Pedras de Maria da Cruz e Verdelândia, que obtiveram situação de emergência reconhecida em âmbito federal no dia 19 desse mês.
Em 2017, as chuvas seguiram irregulares na maior parte de Minas Gerais e o inverno foi mais seco que o normal. Em agosto, 80% dos afluentes do rio Jequitinhonha e 70% dos tributários do rio São Francisco estavam secos. Em 2 de outubro de 2017, 266 municípios do estado estavam em estado de emergência e cerca de 40 apresentavam rodízio no abastecimento de água, a maior parte no norte e nordeste do estado. Também em outubro de 2017, a sequência de anos de estiagem severa fez com que o aquífero aluvionar que abastece à Região Metropolitana do Vale do Aço, no leste de Minas Gerais, começasse a apresentar sinais de redução de sua capacidade, como a seca de nascentes e lagoas. Diversas lagoas do médio rio Doce, onde está localizado um complexo de cerca de 100 lagoas, apresentavam níveis muito baixos ou estavam secas. Nas áreas litorâneas do Espírito Santo as chuvas ficaram acima da média no inverno de 2017, reduzindo o risco de racionamento de água inclusive na Região Metropolitana de Vitória, mas no interior do estado foi mais um ano marcado por chuvas irregulares e diversos rios se encontravam com vazão crítica no mês de outubro. O rio Doce se encontrava com o menor nível dos últimos 50 anos e municípios como Colatina passavam por racionamento.
Os impactos da falta de chuva foram agravados pela ocorrência de extração irregular de água, poluição dos rios e proliferação das plantações de eucalipto, fatores que contribuíram com a seca de nascentes. Um estudo publicado na revista Science em 2025 apontou que a seca na Região Sudeste do Brasil de 2014 a 2017 foi a nona mais severa registrada no mundo no período de 1980 a 2018, dentre outros mais de 13 mil eventos identificados, considerando a redução da precipitação e seus impactos. Além disso, foi a segunda pior ocorrida no Brasil, atrás apenas da seca na Amazônia sul-ocidental de 2010 a 2018 (a sétima pior a nível global).

## Crise em São Paulo

### Causas e responsabilidade
De acordo com um grupo de especialistas, as causas da crise vão desde a diminuição das chuvas no estado até o desmatamento, a ocupação desenfreada dos mananciais e a falta de planejamento do governo de São Paulo.
Há outras correntes de entendidos no assunto que acusam ainda o governo federal, por meio da Agência Nacional de Águas (ANA), que é o órgão responsável pela implementação e gerenciamento de todos os recursos hídricos do Brasil. Para este grupo, a agência não recomendou de forma adequada e clara que São Paulo e outros estados diminuíssem o consumo de água e tampouco exigiu da Sabesp uma postura mais firme contra a crise hídrica.
Em 2014 a ONU criticou o governo de São Paulo por não realizar os investimentos necessários para que todos os habitantes do estado tivessem água. Também fez críticas ao governo federal brasileiro por não estar cumprindo seu dever de fornecer água e saneamento básico para toda a população do Brasil.
Estudos  demonstraram que os investimentos estaduais foram a menor daquilo que era esperado, sendo que ao longo do período de 2010 a 2015 os investimentos se concentraram em medidas paliativas de curto prazo e de maneira descentralizada, muitas vezes alheias a ações coordenadas entre estado e município.
Segundo dados do IBOPE Inteligência, o público paulistano percebeu, na época, que a responsabilidade pela crise hídrica recaía principalmente no governo estadual (45% dos respondentes), da Sabesp (19%) da falta de chuvas (18%) e da própria população (10%).

### Controvérsias e críticas à gestão
Em dezembro de 2014, a presidente da Sabesp, Dilma Pena, anunciou que deixaria o respectivo cargo em 2015, em meio à crise hídrica no estado de São Paulo, por conta de desgastes em sua relação com o governador Geraldo Alckmin motivados pela situação precária da água que o estado e a cidade de São Paulo enfrentavam. Outro fator que elevou o desgaste na relação entre a presidente da Sabesp e o governo estadual foi a divulgação de um áudio em que Dilma Pena dizia ter recebido uma orientação superior que impediu a companhia de alertar a população do estado sobre a necessidade de economizar água.
Em janeiro de 2015, reportagem da Agência Pública revelou que, mesmo com uma determinação da Lei de Acesso à Informação (LAI), a Sabesp se recusava a tornar públicos os contratos de Demanda Firme assinados pela companhia com cerca de 500 empresas para o fornecimento de altos volumes de água. Tais contratos privilegiam clientes que consomem acima de 500m³/mês e garantem que as empresas participantes consigam descontos que podem chegar a até 40% do valor pelo alto consumo de água, mesmo num período de escassez como o da crise hídrica.
Em fevereiro de 2015, reportagem do jornal espanhol El País, revelou a lista das 500 empresas privilegiadas. Na relação de instituições, com data de dezembro de 2014, há condomínios de luxo, bancos, hospitais, shoppings, igrejas, indústrias, supermercados, colégios, clubes de futebol, hotéis e entidades, como a Bolsa de Valores de São Paulo, a concessionária da linha 4 do Metrô de São Paulo, a Companhia Paulista de Trens Metropolitanos e a SPTrans. Num exemplo citado, o shopping Eldorado consome por mês cerca de 20.000 m³, o mesmo que mais de 1.200 famílias de quatro membros juntas, considerando que cada indivíduo gasta 130 litros por dia.
Em agosto de 2015, após a realização de estudos, concluiu-se que grande parte da crise hídrica que a Região Metropolitana de São Paulo sofre desde Janeiro de 2014 poderia ter sido evitada se o Governador do Estado de São Paulo Geraldo Alckmin tivesse realizado medidas preventivas nesse âmbito. Dessa forma, a Grande São Paulo teria até 51% de água a mais do que teve.

### Polêmicas sobre racionamento
Desde que a crise hídrica em São Paulo começou a atingir níveis mais preocupantes, ainda em 2014, moradores de vários bairros da capital paulista e da região metropolitana relataram a ocorrência de diversos períodos com a interrupção do fornecimento de água, em períodos do dia e especialmente à noite e de madrugada. Do lado da empresa responsável pelo abastecimento e das autoridades, porém, tanto a Sabesp como o governador do Estado, Geraldo Alckmin, sempre insistiram em que a falta de água não representava um racionamento, o que gerou a indignação da população afetada, que cobrava um posicionamento mais claro dos responsáveis.
Em janeiro de 2015, o governador Alckmin admitiu pela primeira vez que São Paulo estava passando por um racionamento de água. Nas palavras do governador, o que estaria havendo era uma "restrição hídrica". O que a Sabesp e o governo do Estado chegaram a admitir de uma maneira mais clara é que há uma redução na pressão de água nas residências.
No fim de fevereiro de 2015, passado um ano do que a grande imprensa considerou como "racionamento", os transtornos eram cada vez mais visíveis entre a população. Conforme a estimativa do governo estadual, ao menos 200 mil viviam o problema de desabastecimento de uma maneira drástica. Segundo pesquisa do instituto Datafolha, 71% dos pesquisados afirmaram ter tido fornecimento de água interrompido.
Segundo dados da Kantar IBOPE Media, as campanhas do Governo de São Paulo pedindo que a população reduzisse o consumo de água atingiram 16 milhões de habitantes no primeiro semestre de 2015 - foi o equivalente a 82% da população, ou como se cada pessoa tivesse visto uma campanha de redução de consumo de água em média 17 vezes. Os paulistas viram quase tantas campanhas para reduzir o consumo de água quanto viram propagandas de produtos de barbear ou de depilar.

## Outras áreas afetadas

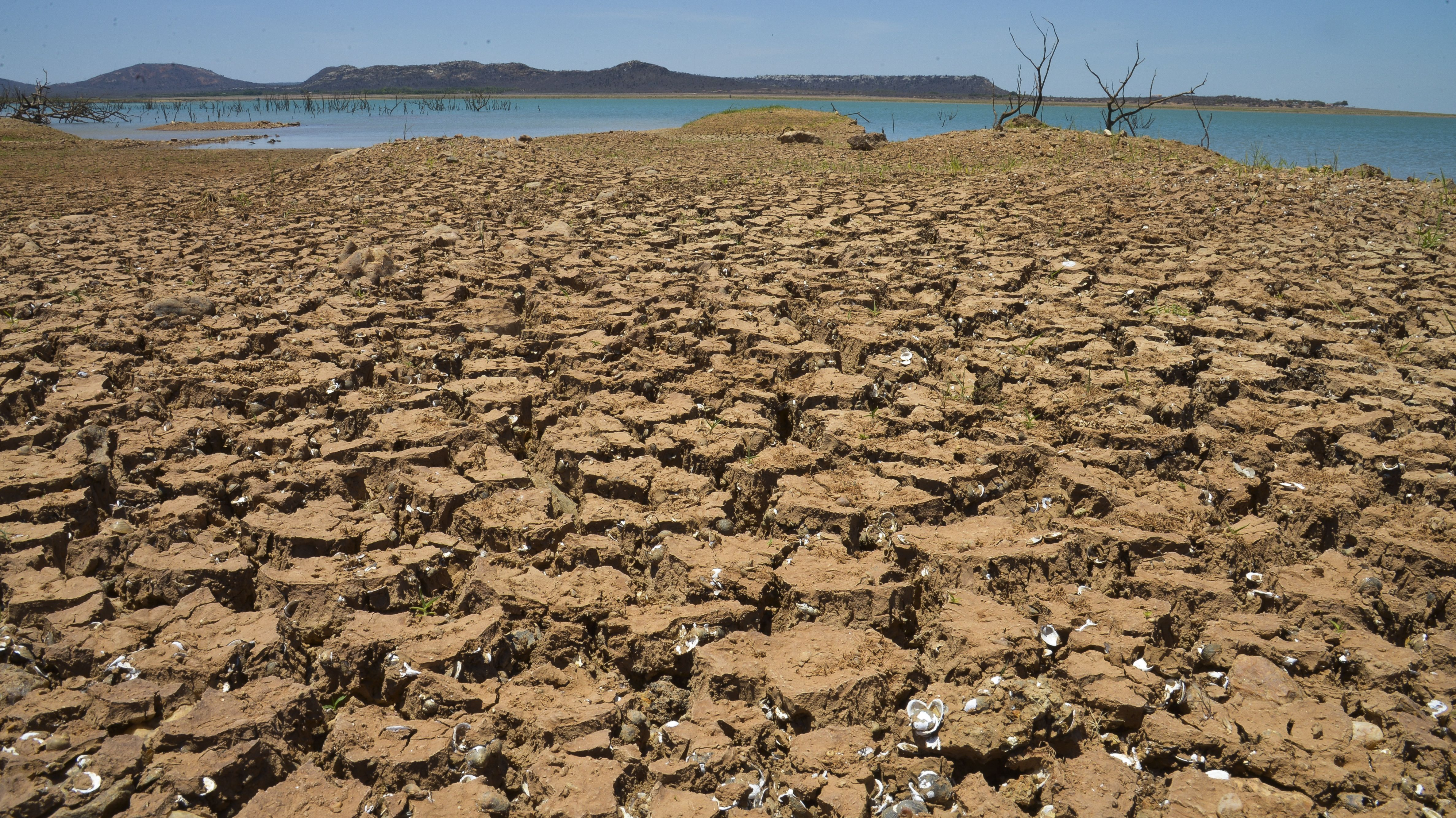
Usina Hidrelétrica de Sobradinho, na Bahia, com nível extremamente seco em dezembro de 2015.

Além da Região Sul, que apresentou chuvas irregulares no verão de 2013–2014, e do Sudeste, a falta de chuva já vinha atingindo algumas regiões do Brasil e/ou se estendeu a outras, como o Nordeste, que apresentou seca severa ao longo da década de 2010. Os reservatórios e açudes da região passaram de 67,1% de volume em 2012 para 15,6% em janeiro de 2017. O reservatório da Usina Hidrelétrica de Sobradinho, na Bahia, que é o terceiro maior do país em capacidade de volume e está localizado no curso do rio São Francisco, chegou a 1% de sua capacidade no final de 2015 e se encontrava com 5% de volume em setembro de 2017.
A Região Centro-Oeste começou a registrar chuvas irregulares em 2012 e o Lago de Serra da Mesa, em Goiás, o maior do país, situado no curso do rio Tocantins, apresentava 8% da capacidade em setembro de 2017. Brasília também foi afetada pela redução do nível dos reservatórios que abastecem à cidade e teve imposição de racionamento no abastecimento de água em janeiro de 2017. Segundo reportagem publicada pelo O Estado de S. Paulo em 23 de setembro de 2017, o país passou por sua "pior seca dos últimos 100 anos".
Além dos impactos no abastecimento de água, a falta de chuvas nas regiões Sudeste, Centro-Oeste e Nordeste afetou a geração de energia em diversas usinas hidrelétricas do sistema nacional, elevando o preço da energia elétrica em todo o Brasil.

## Atenuação da seca

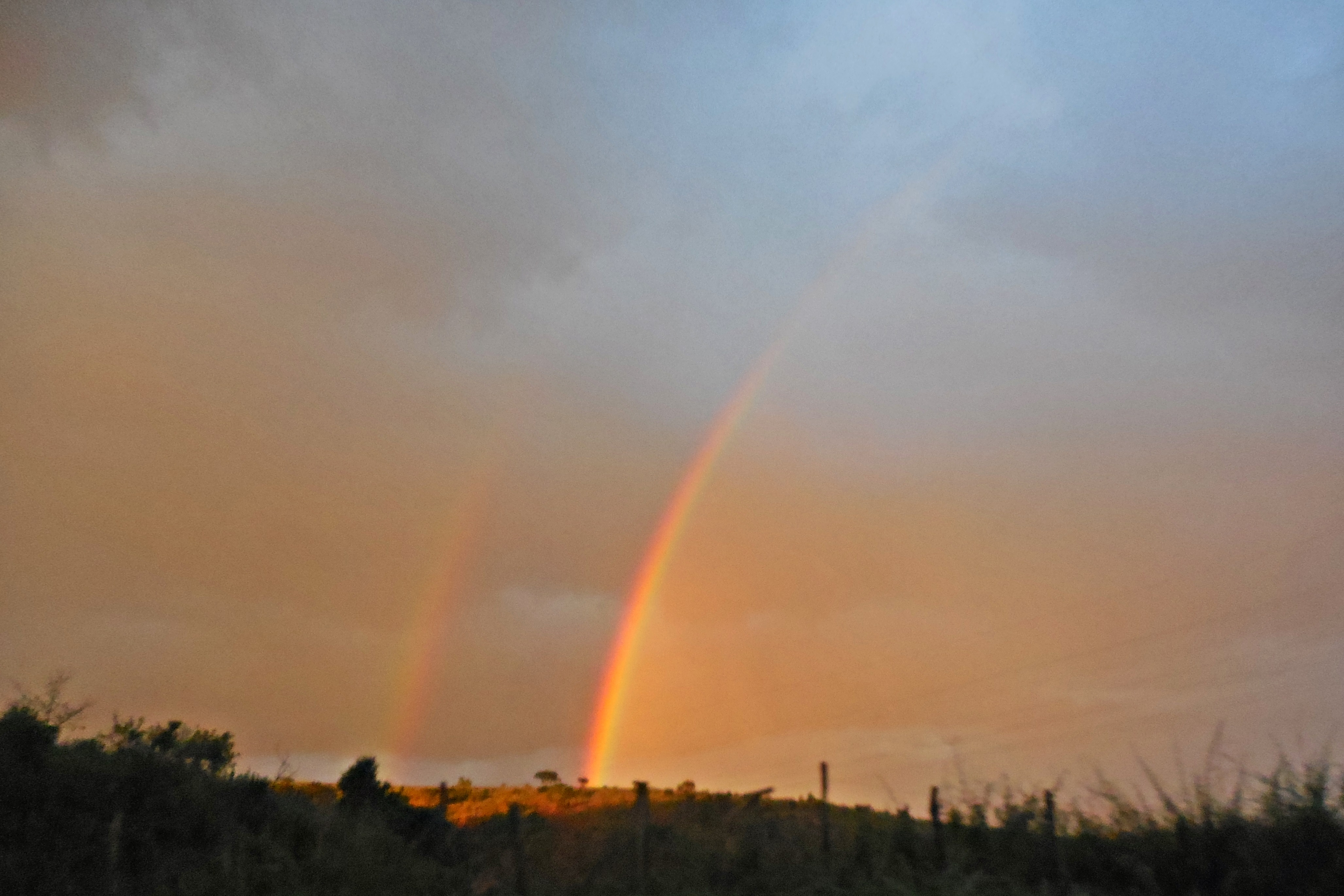
Arco-íris após algumas pancadas de chuva em Campanário, no Vale do Rio Doce, em abril de 2018.

Entre o final de 2017 e os primeiros meses de 2018 as condições de seca foram atenuadas devido às chuvas acima da média na maior parte das áreas mais críticas. No verão 2017–2018 choveu acima do normal em grande parte das regiões Norte, Nordeste e Centro-Oeste do Brasil, além de Minas Gerais (exceto o sul do estado), Espírito Santo e Rio de Janeiro. Em áreas do leste mineiro, por exemplo, esse foi o verão mais chuvoso desde 2011, com volumes de precipitação cerca de 30% acima do normal. As precipitações acima da média foram favorecidas pela volta do fenômeno La Niña, potencializando a atuação intensa da ZCAS e assim provocando chuvas consistentes.
Essas chuvas, que persistiram até meados do outono de 2018, não representaram a extinção da seca na região do semiárido, apesar da diminuição das áreas demarcadas em situação dificultosa. Todavia, a estação seca normal voltou a aumentar a quantidade de municípios afetados pela estiagem, tanto no Nordeste quanto em áreas do Sudeste. Em Minas Gerais, mais de 100 municípios se encontravam em estado de emergência por conta da seca em 24 de outubro de 2018. Além disso, mesmo com a otimização da distribuição das chuvas em 2018, o nível da maioria dos reservatórios não recuperou o déficit iniciado em 2014. As anomalias do posicionamento da alta pressão persistiram em 2019, mantendo o risco de um novo período de seca intensa e crise hídrica tanto no Sudeste como nas regiões Norte, Nordeste e Centro-Oeste.

## Consequências

### Impactos econômicos
O ex-presidente do Banco Central do Brasil, Nelson Barbosa, apontou a seca como uma das causas exógenas da crise econômica brasileira de 2014, ao lado da queda dos preços das commodities. Contudo, para Barbosa, houve também causas endógenas, como o erro na condução da política macroeconômica e os efeitos da crise política.
Um dos principais impactos econômicos da seca está na agricultura. No norte do estado de Minas Gerais houve a perda de quase 100% das plantações de milho e feijão, além da destruição de pastagens e lavouras. Houve também consequências na geração de energia em todo o estado de Minas Gerais, uma vez que a água dos reservatórios foi reduzida devido a estiagem, gerando aumento nas taxas de energias dos consumidores.
Durante a seca, houve aumentos nos preços de frutas, hortaliças e verduras. O aumento dos preços em produtos agrícolas contribuiu, junto a outros fatores econômicos, para o aumento da inflação. No estado de São Paulo também houve aumentos nas taxas de água e energia, causados pela queda dos níveis de água nos principais reservatórios do estado. A Federação das Indústrias do Estado de São Paulo registrou casos de fábricas cessando as operações devido a falta de água.

### Mudanças nos hábitos
Atendendo aos pedidos do governo e lidando com a falta de água nas torneiras, 77,5% dos brasileiros passaram a ajustar o consumo de água e 70% passaram a tomar banhos mais curtos. Entre 2014 e 2015, a proporção de banhos de até 5 minutos chegou a responder por 38% da média de tempo gasto com chuveiradas. A frequência dos banhos também foi afetada. Antes da crise hídrica, os brasileiros tomavam em média 2 ou mais banhos por dia. Durante a crise, estavam tomando 13,8 banhos por semana, ou cerca de dois banhos a menos por semana. Entre os paulistanos, a média era ainda menor: 12,5 banhos por semana.
Além de restringir os banhos, o brasileiro evitou o desperdício encontrado formas de reutilizar a água dentro de casa. Alguns hábitos de economia de água já se tornaram padrão: 83,4% dos brasileiros garantem que nunca deixam a torneira aberta enquanto escovam os dentes. Outra preocupação foi a de reduzir o consumo de energia elétrica. Como boa parte da energia do Brasil é gerada em hidrelétricas, a conta de luz também aumentou, o que fez com que muita gente passasse a prestar mais atenção no consumo das suas casas e condomínios. Durante a crise, 69,9% dos brasileiros disseram ter substituído as lâmpadas da sua casa por versões mais econômicas, como a lâmpada de LED, 52% alegaram redução no uso de eletrodomésticos e 51,2% tiraram aparelhos eletrônicos da tomada, para evitar o consumo de energia no modo stand-by.
Mesmo não se vendo como principais responsáveis por resolver a crise da água, os brasileiros mudaram bastante seus hábitos depois da crise da água. Um monitoramento global da The Futures Company mostrou que 48% dos brasileiros declararam que levar um estilo de vida mais ambientalmente consciente era uma das suas prioridades, taxa maior do que a média global, de 45%. Além disso, 51% da população do Brasil declarou ter reduzido o consumo de recursos - como uso menos frequente de ar condicionado, apagar as luzes ou usar menos água -, taxa também maior que a média global, de 43%.

## Nível do sistema Cantareira
Nível do Sistema Cantareira de janeiro de 2014 até abril de 2016:
| Data                   | Nível de Água | Observações |
| ---------------------- | ------------- | --- |
| 6 de janeiro de 2014   | 26,6%         | |
| 1 de fevereiro de 2014 | 21,9%         | |
| 1 de março de 2014     | 16,6%         | |
| 1 de abril de 2014     | 13,4%         | |
| 1 de maio de 2014      | 10,5%         | |
| 1 de junho de 2014     | 24,8%         | Incluindo a 1ª cota de água do volume morto captada pela Sabesp em 16 de maio de 2014. |
| 1 de julho de 2014     | 20,4%         | |
| 1 de agosto de 2014    | 15,3%         | |
| 1 de setembro de 2014  | 10,8%         | |
| 1 de outubro de 2014   | 6,7%          | |
| 1 de novembro de 2014  | 12,2%         | Incluindo a 2ª cota de água do volume morto captada pela Sabesp em 24 de outubro de 2014. |
| 1 de dezembro de 2014  | 8,7%          | |
| 1 de janeiro de 2015   | 7,2%          | |
| 1 de fevereiro de 2015 | 5,0%          | |
| 1 de março de 2015     | 11,6%         | O nível do Sistema Cantareira foi elevado devido às fortes chuvas no mês de fevereiro no estado de São Paulo. |
| 1 de abril de 2015     | 19,1%         | O nível subiu devido às fortes chuvas do mês de março no estado de São Paulo, recuperando a segunda cota do volume morto. |
| 4 de maio de 2015      | 19,7%         | O nível do Sistema Cantareira foi elevado a 20% devido às chuvas que caíram sobre as represas na segunda quinzena do mês de abril, porém no início de maio as chuvas diminuíram a frequência e o nível voltou a cair, permanecendo com 19,7%.                              |
| 1 de junho de 2015     | 19,2%         | O nível do Sistema Cantareira declinou a 19,2% devido a falta de chuvas e a predominância da estação seca. |
| 15 de julho de 2015    | 19,0%         | Com a chegada da estiagem de inverno, o Sistema Cantareira perdeu uma razoável quantidade de seu volume. |
| 1 de agosto de 2015    | 18,3%         | Com a estação seca, o Sistema Cantareira perdeu boa parte de seu volume. |
| 15 de agosto de 2015   | 16,8%         | Com o avanço da estação seca e a forte incidência do fenômeno El Niño nesse segundo semestre, o Sistema Cantareira perdeu grande parte de seu volume. |
| 1 de setembro de 2015  | 15,1%         | Com a predominância da estação seca e a estiagem, o Sistema Cantareira perdeu parte do seu volume. |
| 1 de outubro de 2015   | 16,1%         | Com o início da estação das chuvas, o reservatório recebeu grande quantidade de chuvas sobre a região. |
| 1 de novembro de 2015  | 15,8%         | |
| 1 de dezembro de 2015  | 19,3%         | Com as chuvas de primavera, o Sistema Cantareira teve seu nível elevado. |
| 1 de janeiro de 2016   | 29,8%         | Com as constantes chuvas de verão, o Sistema Cantareira recuperou seus volumes negativos e passou a contabilizar seu nível em elevação no volume útil. |
| 1 de fevereiro de 2016 | 45,5%         | Mantendo sua elevação no volume útil devido às constantes chuvas de verão, o Sistema Cantareira já contabiliza 16% de seu volume útil, destacando que o volume útil teve início quando os níveis alcançaram 29% de sua capacidade para suprir as reservas do volume morto. |
| 1 de março de 2016     | 53,2%         | O Sistema Cantareira continuou em elevação devido às chuvas de verão, tendo assim 24% de seu volume útil e 29% das reservas do volume morto. |
| 1 de abril de 2016     | 65,7%         | O Sistema Cantareira permanece em constante elevação mesmo com o início do outono e diminuição na frequência de chuvas. |